# Lucé (Eure-et-Loir)
Lucé település Franciaországban, Eure-et-Loir megyében. Lakosainak száma 15 658 fő (2022. január 1.). Lucé Chartres, Luisant, Amilly, Mainvilliers és Fontenay-sur-Eure községekkel határos.

## Népesség
A település népességének változása:
| Lakosok száma | 11 085 | 17 433 | 17 701 | 16 011 | 16 149 | 16 107 | 15 404 | 15 435 | 15 525 | 15 658 |
|               | 1968   | 1982   | 1999   | 2006   | 2013   | 2015   | 2017   | 2018   | 2020   | 2022   |